# Yūki Kobayashi (calciatore 2000)
Yūki Kobayashi (小林 友希?, Kobayashi Yūki; Kōbe, 18 luglio 2000) è un calciatore giapponese, difensore del Jagiellonia.

## Caratteristiche tecniche
È un difensore centrale.

## Carriera

### Club
Ha giocato nella prima divisione giapponese ed in quella scozzese.

### Nazionale
Con la nazionale Under-20 giapponese ha preso parte al campionato mondiale di calcio Under-20 2019.

## Statistiche

### Cronologia presenze e reti in nazionale
| Cronologia completa delle presenze e delle reti in nazionale ― Giappone under 23 | Cronologia completa delle presenze e delle reti in nazionale ― Giappone under 23 | Cronologia completa delle presenze e delle reti in nazionale ― Giappone under 23 | Cronologia completa delle presenze e delle reti in nazionale ― Giappone under 23 | Cronologia completa delle presenze e delle reti in nazionale ― Giappone under 23 | Cronologia completa delle presenze e delle reti in nazionale ― Giappone under 23 | Cronologia completa delle presenze e delle reti in nazionale ― Giappone under 23 | Cronologia completa delle presenze e delle reti in nazionale ― Giappone under 23 |
| Data                                                                             | Città                                                                            | In casa                                                                          | Risultato                                                                        | Ospiti                                                                           | Competizione                                                                     | Reti                                                                             | Note                                                                             |
| -------------------------------------------------------------------------------- | -------------------------------------------------------------------------------- | -------------------------------------------------------------------------------- | -------------------------------------------------------------------------------- | -------------------------------------------------------------------------------- | -------------------------------------------------------------------------------- | -------------------------------------------------------------------------------- | -------------------------------------------------------------------------------- |
| 17-11-2018                                                                       | Dubai                                                                            | Giappone under 23                                                                | 5 – 0                                                                            | Kuwait under 23                                                                  | Amichevole                                                                       | -                                                                                |                                                                                  |
| Totale                                                                           |                                                                                  | Presenze                                                                         | 1                                                                                |                                                                                  | Reti                                                                             | 0                                                                                |                                                                                  |

| Cronologia completa delle presenze e delle reti in nazionale ― Giappone under 20 | Cronologia completa delle presenze e delle reti in nazionale ― Giappone under 20 | Cronologia completa delle presenze e delle reti in nazionale ― Giappone under 20 | Cronologia completa delle presenze e delle reti in nazionale ― Giappone under 20 | Cronologia completa delle presenze e delle reti in nazionale ― Giappone under 20 | Cronologia completa delle presenze e delle reti in nazionale ― Giappone under 20 | Cronologia completa delle presenze e delle reti in nazionale ― Giappone under 20 | Cronologia completa delle presenze e delle reti in nazionale ― Giappone under 20 |
| Data                                                                             | Città                                                                            | In casa                                                                          | Risultato                                                                        | Ospiti                                                                           | Competizione                                                                     | Reti                                                                             | Note                                                                             |
| -------------------------------------------------------------------------------- | -------------------------------------------------------------------------------- | -------------------------------------------------------------------------------- | -------------------------------------------------------------------------------- | -------------------------------------------------------------------------------- | -------------------------------------------------------------------------------- | -------------------------------------------------------------------------------- | -------------------------------------------------------------------------------- |
| 2-2-2018                                                                         | Maspalomas                                                                       | Spagna under 20                                                                  | 2 – 0                                                                            | Giappone under 20                                                                | Amichevole                                                                       | -                                                                                |                                                                                  |
| 25-3-2018                                                                        | Giacarta                                                                         | Indonesia under 20                                                               | 1 – 4                                                                            | Giappone under 20                                                                | Amichevole                                                                       | -                                                                                |                                                                                  |
| 25-10-2018                                                                       | Cibinong                                                                         | Giappone under 20                                                                | 5 – 0                                                                            | Iraq under 20                                                                    | Coppa d'Asia AFC Under-19 2018                                                   | -                                                                                |                                                                                  |
| 28-10-2018                                                                       | Giacarta                                                                         | Giappone under 20                                                                | 2 – 0                                                                            | Indonesia under 20                                                               | Coppa d'Asia AFC Under-19 2018                                                   | -                                                                                | 67’                                                                              |
| 21-3-2019                                                                        | Łódź                                                                             | Polonia under 20                                                                 | 4 – 1                                                                            | Giappone under 20                                                                | Amichevole                                                                       | -                                                                                | 32’                                                                              |
| 23-3-2019                                                                        | San Pedro del Pinatar                                                            | Argentina under 20                                                               | 1 – 0                                                                            | Giappone under 20                                                                | Amichevole                                                                       | -                                                                                |                                                                                  |
| 25-3-2019                                                                        | San Pedro del Pinatar                                                            | Stati Uniti under 20                                                             | 2 – 1                                                                            | Giappone under 20                                                                | Amichevole                                                                       | -                                                                                |                                                                                  |
| 23-5-2019                                                                        | Bydgoszcz                                                                        | Giappone under 20                                                                | 1 – 1                                                                            | Ecuador under 20                                                                 | Mondiali Under-20 2019 - 1º turno                                                | -                                                                                |                                                                                  |
| 26-5-2019                                                                        | Gdynia                                                                           | Messico under 20                                                                 | 0 – 3                                                                            | Giappone under 20                                                                | Mondiali Under-20 2019 - 1º turno                                                | -                                                                                |                                                                                  |
| 29-5-2019                                                                        | Bydgoszcz                                                                        | Italia under 20                                                                  | 0 – 0                                                                            | Giappone under 20                                                                | Mondiali Under-20 2019 - 1º turno                                                | -                                                                                |                                                                                  |
| 4-6-2019                                                                         | Lublino                                                                          | Giappone under 20                                                                | 0 – 1                                                                            | Corea del Sud under 20                                                           | Mondiali Under-20 2019 - Ottavi di finale                                        | -                                                                                |                                                                                  |
| Totale                                                                           |                                                                                  | Presenze                                                                         | 11                                                                               |                                                                                  | Reti                                                                             | 0                                                                                |                                                                                  |

## Palmarès

### Club

#### Competizioni nazionali
- Coppa di Lega scozzese: 1

Celtic: 2022-2023
- Campionato scozzese: 2

Celtic: 2022-2023, 2023-2024
- Coppa di Scozia: 2

Celtic: 2022-2023, 2023-2024